# 上原花
上原 花（うえはら　はな、1985年12月24日 - ）は、日本のAV女優。

## 人物
- 出身地：東京都
- 身長：160cm
- スリーサイズ：B120cm、W98cm、H120cm
- 血液型： 型
- 趣味：DVD鑑賞

### 略歴
- 2009年1月メーカー「シネマユニット・ガス」より「117K爆乳はな」としてデビュー
- 「シネマユニット・ガス」の専属女優として2011年現在で20を超える作品に出演。

2012年10月5日「シネマユニット・ガス」のHP上で引退が報告。

## 作品

### アダルトビデオ
2009年
- 117K 爆乳はな（1月23日、シネマユニット・ガス）
- 癒しの爆乳117K（3月27日、シネマユニット・ガス）
- 爆乳コスプレ（5月29日、シネマユニット・ガス）
- えっちな爆乳のお姉さん117K（6月26日、シネマユニット・ガス）
- ヌルヌル爆乳ソープ（7月24日、シネマユニット・ガス）
- ビキニをつけたまま爆乳とH 117cmハミ出しKカップ（8月28日、シネマユニット・ガス）
- デカブラMANIAX 上原花 爆乳ママとHしたい117K（9月18日、シネマユニット・ガス）
- 行列のできるパイズリ屋さん 爆乳ぱんぱんコスチュームで挟射顔射 117K上原花（10月23日、シネマユニット・ガス）
- W爆乳 花＆雅 140M×117K 超弩級パイズリセックス（11月27日、シネマユニット・ガス）

2010年
- 117Kcup爆乳を辱める 上原花 近親相姦と輪姦と凌辱感をかきたてるSEX（1月29日、シネマユニット・ガス）
- もみもみセックス5連発!!!!! 5つの本番8つの狭射（2月26日、シネマユニット・ガス）
- 乳内射精 117Kにぶちまける8つの欲望（3月26日、シネマユニット・ガス）
- 爆乳と二人きりでホテルにしけ込んでモミモミ 上原花とハメ撮り＆パイズリ（5月28日、シネマユニット・ガス）
- 117K真性ナマ中出し 安全日セックスと凌辱パイズリ（7月23日、シネマユニット・ガス）
- 淫語で痴女る117K（9月24日、シネマユニット・ガス）
- おかえりなさい オナニーのお手伝いしてあげる 癒しの爆乳120-L上原花 （11月26日、シネマユニット・ガス）

2011年
- 爆乳＆爆尻レズビアン（1月28日、シネマユニット・ガス）
- 痴漢電車パイズリ輪姦 120L上原花 綺麗で爆乳のお姉さんはドMだった（3月25日、シネマユニット・ガス）
- 暴発! 寸止めパイズリSEX（5月27日、シネマユニット・ガス）
- レンタル爆乳ワイフ 「ご飯にする？パイズリにする？」（8月26日、シネマユニット・ガス）

2012年
- やっぱり肉が好き 120-Lのおっぱいと尻に埋もれたい（2月18日、シネマユニット・ガス）
- もしLカップの上原花が愛人だったら 7つのムチムチ不倫（4月21日、シネマユニット・ガス）